# Geologia marina

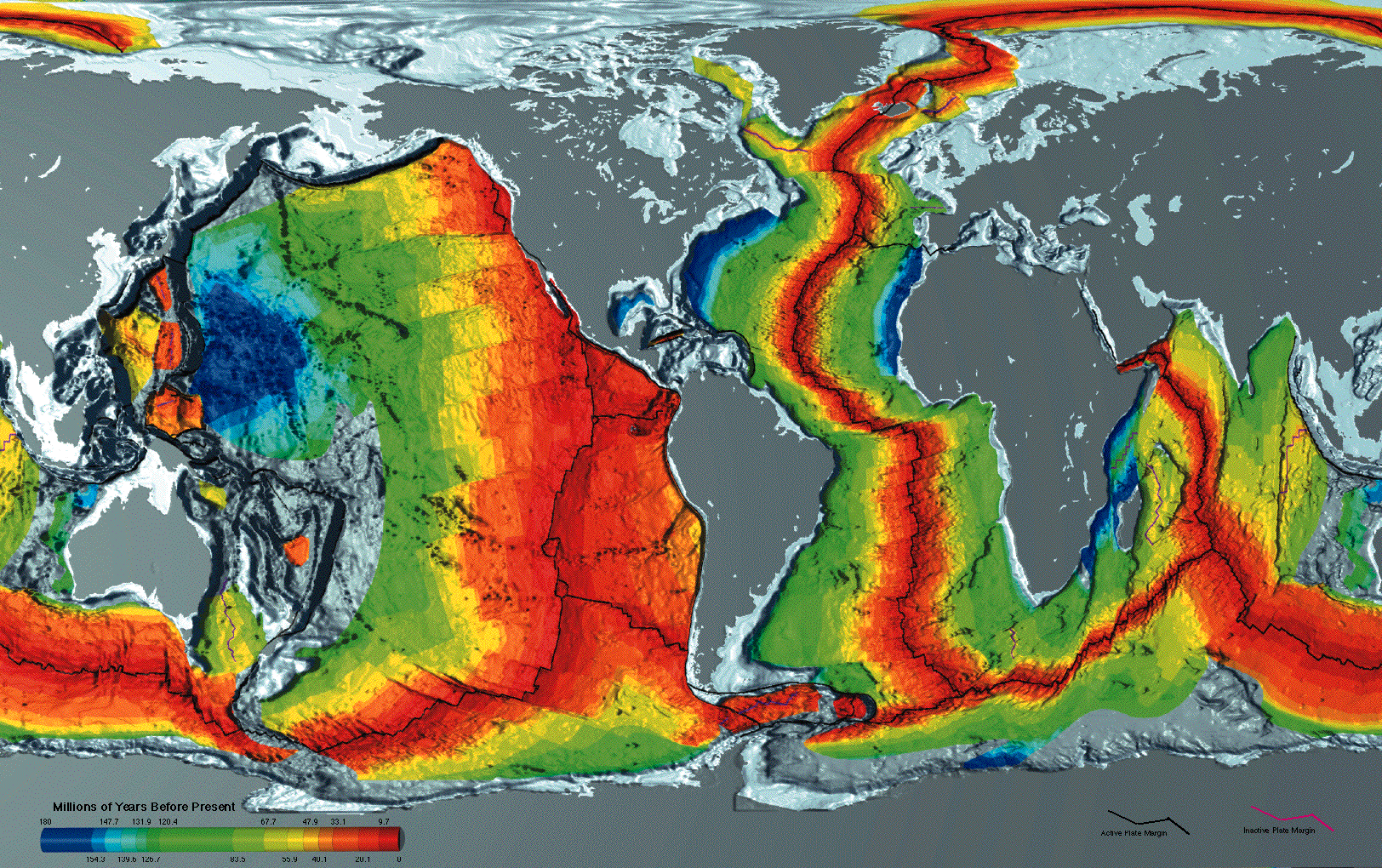
La crosta oceanica e la sua età (aree rosse con meno di 20 milioni di anni; aree più vecchie in verde e blu). L'estensione dei fondi di ciascuna epoca fornisce un'indicazione della velocità di espansione in ciascun punto, differenza che ha dato origine a zone di frattura (faglia trasforme), discontinuità perpendicolari alle creste.

La geologia marina è una disciplina dell'oceanografia che studia l'evoluzione dei fondali oceanici e delle zone costiere. Utilizza gli stessi strumenti della geologia terrestre: geofisica, geochimica, sedimentologia e paleontologia. La geologia marina è strettamente correlata all'oceanografia fisica.

## Storia
Ha origini nell’800 durante la spedizione quadriennale dell'HMS Challenger, ma si è sviluppata soprattutto a seguito della seconda guerra mondiale con l’introduzione di nuove tecnologie sonar che permettono l’osservazione dei fondali.
Le scoperte della geologia marina hanno permesso, tra l'altro, di dimostrare le teorie sull'espansione dei fondali oceanici e sulla tettonica a placche negli anni del dopoguerra. Nel 1953, la cartografa Marie Tharp realizzò la prima mappa tridimensionale in rilievo del fondale oceanico che dimostrò che c'era una catena montuosa sottomarina nel mezzo dell'Atlantico, insieme alla dorsale medio-atlantica.
I fondali marini profondi sono una delle aree meno esplorate della terra e la sua mappatura dettagliata è stata guidata dalla ricerca militare (sottomarina) ed economica (estrazione di petrolio e metalli).